# Hesensko-Darmstadtsko
Hesensko-Darmstadtsko (německy Hessen-Darmstadt) byl německý stát, který existoval od roku 1567 do roku 1806. Jednalo o lankrabství, v roce 1806 povýšeno na velkovévodství. Vzniklo roku 1567 rozdělením Hesenského lankrabství mezi syny lankraběte Filipa I., tzv. Horní Hesensko neboli Hesensko-Darmstadtsko získal nejmladší syn Jiří I. V roce 1806 bylo Napoleonem povýšeno na velkovévodství, jež se roku 1871 stalo spolkovým státem Německého císařství. Metropolí bylo město Darmstadt.

## Historie

### Vznik
Hesensko-Darmstadtsko vzniklo v roce 1567, kdy bylo po smrti hesenského lankraběte Filipa I. rozděleno Hesenské lankrabství mezi jeho čtyři syny a nejmladší Jiří I. získal jižní část jako lankrabství Hesensko-Darmstadtsko (nebo Hessen-Darmstadt).

### Historický přehled
Lankrabství Hesensko-Kasselsko se rozšířilo v roce 1604, kdy Mořic, lankrabě Hesenska-Kasselska, zdědil Lankrabství Hesensko-Marburg od svého bezdětného strýce, Ludvíka IV. (1537-1604). To se však nelíbilo lankraběti Hesenska-Darmstadtska, spor navíc umocňovalo to, že v Hesensku-Kasselsku byli obyvatelé vyznáním kalvinisté, ale v Hesensku-Darmstandsku luteráni.
Díky reorganizaci německých států a německé mediatisaci roku 1806 bylo lankrabství Hesensko-Darmstandsko povýšeno na velkovévodství a lankrabě Ludvík X. byl povýšen na velkovévodu a stal se Ludvíkem I. Severněji ležící Hesensko-Kasselsko povýšil Napoleon v roce 1803 na říšské kurfiřtství.
Jako Hesensko-Darmstadtsko bývá označováno i Hesenské velkovévodství (a Porýnské) a jeho nástupce Lidový stát Hesensko.[zdroj⁠?!]

## Seznam lankrabat Hesenska-Darmstadtska
- Jiří I. (1567–1596), čtvrtý syn Filipa I. Hesenského
- Ludvík V. (1596–1626)
- Jiří II. (1626–1661)
- Ludvík VI. (1661–1678), první syn
- Ludvík VII. (1768–1678), druhý syn
- Ernest Ludvík (1678–1739), jeho syn
- Ludvík VIII. (1739–1768)
- Ludvík IX. (1768–1790)
- Ludvík X. (1790–1806), od roku 1806 velkovévoda Hesenský jako Ludvík I.

## Symbolika

Prapor regimentu ze sedmileté války (1756–1763)

lankrabětský erb:
1642–1736
1736–1804
1804–1808

## Moderní Hesensko
Po druhé světové válce bylo Hesensko jako spolková země obnoveno v historicky největším rozsahu 19. září 1945 jako země Velké Hesensko (německy Großhessen), sloučením většiny území bývalého Lidového státu Hesenska (bez území jeho provincie Rýnské Hesensko), většinou území bývalé pruské provincie Hesenska-Nasavska (asi polovina bývalého Nasavského vévodství, bývalé svobodné říšské město Frankfurt nad Mohanem, část lankrabství Hesensko-Homburska,Kurfiřtství Hesenského (Hesensko-Kaselsko) bez jeho bývalých okresů Panství Šmalkaldského a Hrabství Schaumburgu) a většinou území bývalého Svobodného státu Waldecku.